# Авл Лициний Архий
Авл Лициний Архий (греч. Ἀρχίας; ок. 121 год до н. э. — 61 год до н. э.) — греческий поэт родом из Антиохии в Сирии (ныне Антакья, Турция).
После прибытии в Рим в в 102 году до нашей эры был радушно принят римским консулом Марком Теренцием Варроном Лукуллом, а после того, как последний был изгнан за пособничество Луцию Корнелию Сулле, сыновья Лукулла продолжали помогать Архию.
После возвращения из похода по Сицилии предпринятого совместно с Луцием Лукуллом получил права гражданина от города Гераклеи в Нижней Италии, благодаря чему по закону 89 года до нашей эры получил право римского гражданина. Когда же это последнее право стал оспаривать некто Граций (Gratius) пытаясь доказать, что оно было приобретено поэтом незаконно, то Марк Туллий Цицерон произнес в защиту Архия речь «Pro Archia poëta».
Из сочинений Авла Лициния Архия ни одно не дошло до наших дней; о них упоминает Цицерон, отзывающийся с особенною похвалой о его эпических стихотворениях, воспевающих войну против кимвров при Гае Марии и войну против Митридата.
Согласно «ЭСБЕ»: «Едва ли можно предположить, чтобы помещённые в греческой антологии под его именем 35 посредственных эпиграмм принадлежали ему».